# 黎剎公園

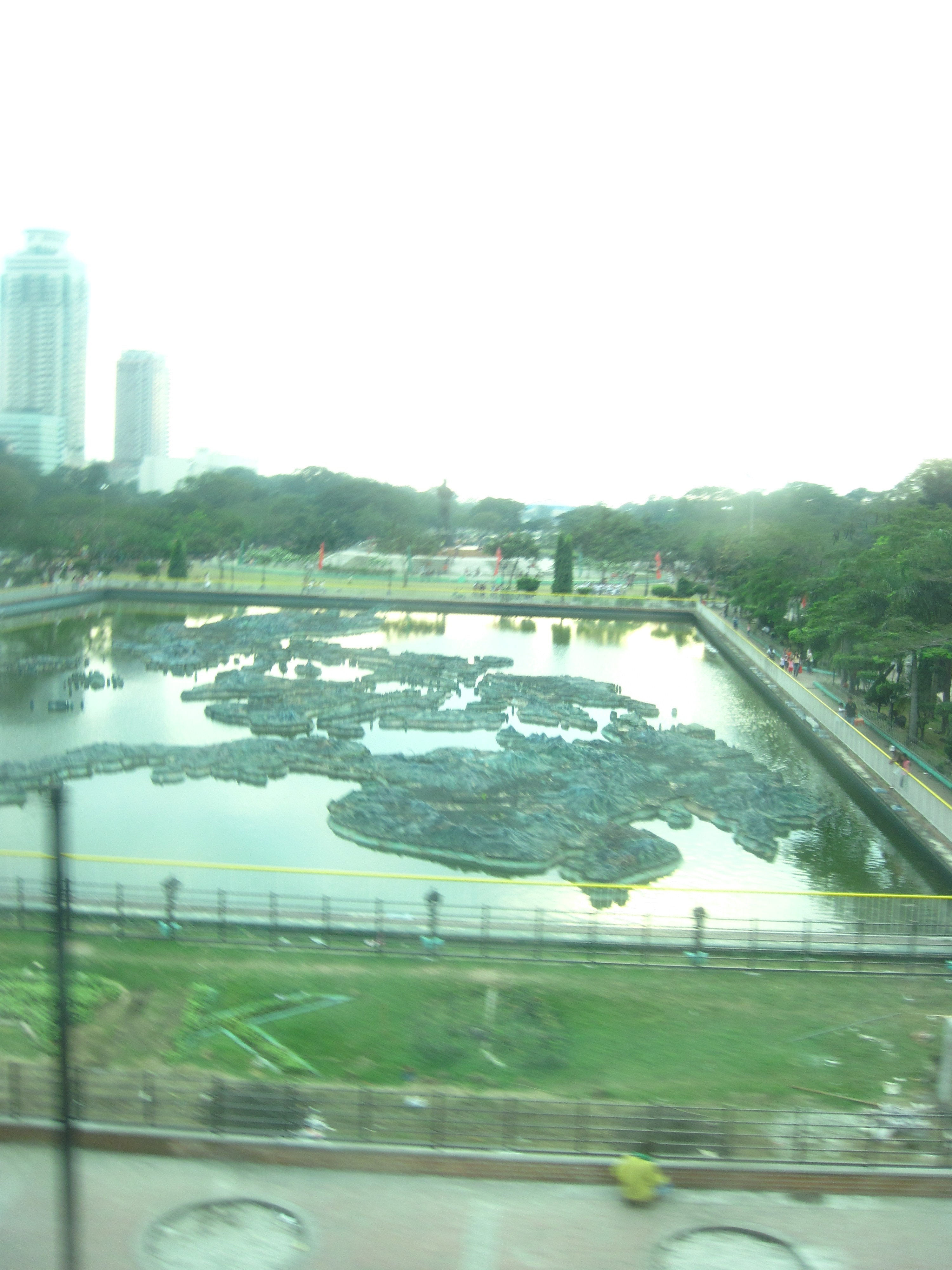
公園內的菲律賓群島模型

黎剎公園，（又名黎剎紀念公園）是菲律賓首都馬尼拉的一個公園，位於羅哈斯大道（Roxas Boulevard）旁，鄰近馬尼拉灣。
該公園是為了紀念菲律賓民族英雄黎剎於1896年為爭取菲律賓脫離西班牙殖民統治時就義的事件；黎剎處決後被埋葬在此處。

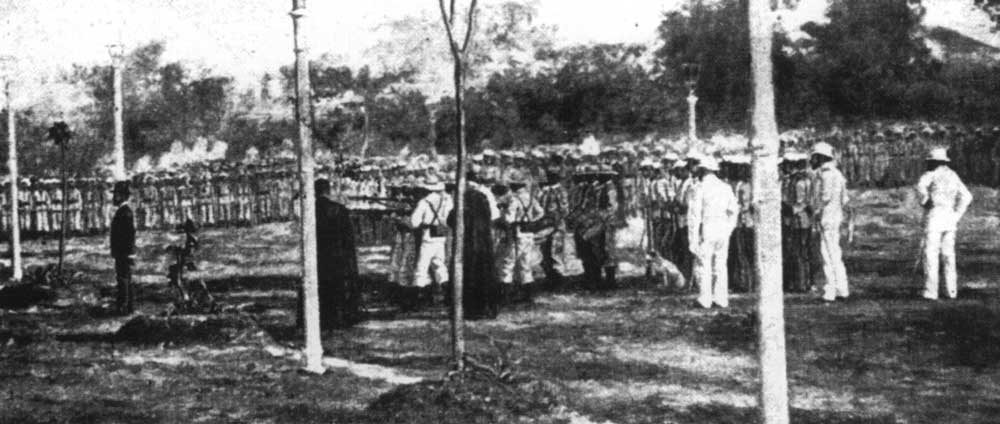
黎剎就義時的情景

該地是菲律賓舉行官方儀式的重要場地；1946年的菲律賓獨立慶典，2010年7月1日菲律賓總統阿基諾三世就職等重大活動都在此公園進行。

## 設施
- 噴水池
- 荷西·黎剎的塑像及紀念碑（1913年在公園廣場內豎立）[1]
- 人工水池
  - 菲律賓群島模型[2]
- 植物公園

## 旅游巴士挟持事件

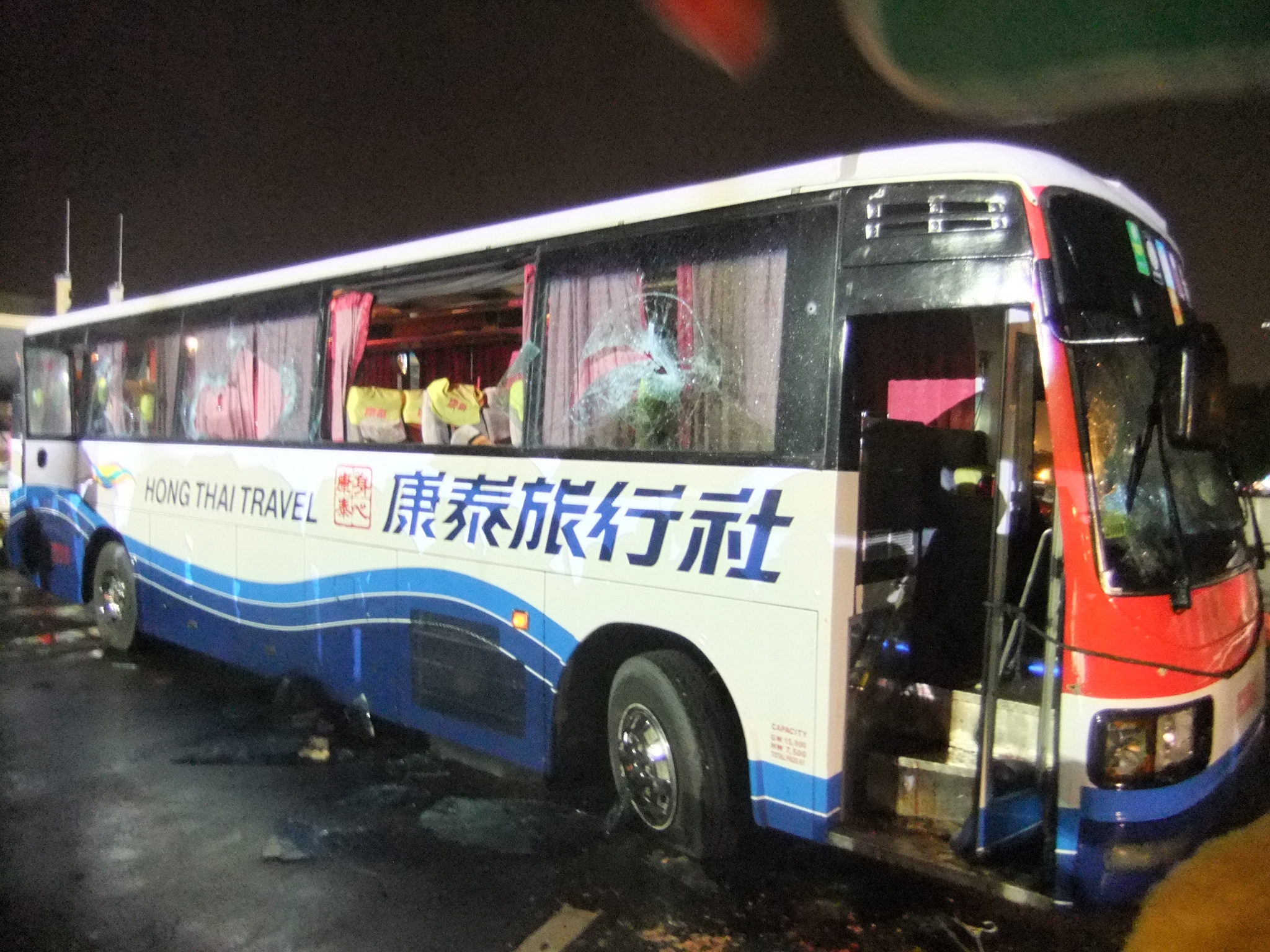
槍戰後的巴士

2010年8月23日中午，菲律賓一名遭革職的高級警務督察罗兰多·门多萨手持M16突擊步槍，以搭乘順風車為名，在公園看台前的馬路上闖入一架屬於香港康泰旅行社的旅遊巴士，並脅持25名人質；此後釋放了部分人質（包括6名香港人）。事發12小時後，槍手與菲律賓特警駁火，最後被擊斃。在15名被劫持的香港人中8死7傷。